# Mariano Escobedo (municipalité)
Pour les articles homonymes, voir Mariano Escobedo et Escobedo.
La municipalité de Mariano Escobedo est l'une des 212 municipalités de l'État de Veracruz, et est située dans la partie centrale de cet État. Elle se situe à l'ouest du golfe du Mexique, sur les contreforts de la chaîne de montagnes de la Sierra Madre orientale, et fait partie du bassin versant de la rivière Río Blanco, affluent nord du fleuve Río Papaloapan. Elle est limitrophe à l'ouest de l'État de Puebla. Son chef-lieu est la ville éponyme de Mariano Escobedo. Elle dépend de la région administrative de Las Montañas, qui est une des 10 subdivisions administratives de l'État de Veracruz. Elle fait également partie de la "Zona metropolitana de Orizaba", qui regroupe autour de la ville de Orizaba les municipalités faisant partie de sa sphère d'influence.

## Géographie
La municipalité de Mariano Escobedo s'étend d'ouest en est dans la partie nord du bassin versant de la rivière Río Blanco, dont deux de ses affluents forment pour partie les limites, le Río Orizaba au nord-est, et le Río Chiquito brièvement à l'ouest. Assise sur les contreforts de la chaîne de montagnes de la Sierra Madre orientale, son altitude oscille entre 1300 et 3200 mètres. Son chef-lieu, la ville éponyme de Mariano Escobedo, se trouve dans les confins orientaux de son territoire. Ce territoire couvre une superficie de 69,6 km2, et était peuplé en 2020 de 38 670 habitants, pour une densité de 556 habitants par km2.
Cette municipalité fait partie de la Zona metropolitana de Orizaba (es), qui est composée des municipalités de Orizaba, Ixtaczoquitlán, Camerino Z. Mendoza, Río Blanco, Nogales, Mariano Escobedo, Ixhuatlancillo, Rafael Delgado, Atzacan, Maltrata, Huiloapan de Cuauhtémoc et Tlilapan, pour une population totale de 465 175 habitants.
Elle est limitrophe au nord de la municipalité de La Perla, à l'ouest, dans l'État de Puebla, de celle d'Atzitzintla, au sud, à nouveau dans l'État de Veracruz, de celles de Maltrata, Nogales et Ixhuatlancillo, et à l'est de celles d'Orizaba et d'Atzacan.

## Composition et démographie
La municipalité était composée en 2020 de 48 localités, dont 3 étaient considérées comme urbaines, les autres étant rurales.
| Localité            | Population |
| ------------------- | ---------- |
| Palmira             | 15 570     |
| Mariano Escobedo    | 3312       |
| Chicola             | 2853       |
| Loma Grande         | 2198       |
| Texmola             | 2035       |
| Reste des localités | 12 792     |
| Total population    | 38 670     |

En plus de l'espagnol, plusieurs langues amérindiennes sont parlées dans la municipalité, dont les principales sont par ordre d'importance : le nahuatl, l'otomi, le maya, le mixtèque, le mazatèque, et le chinantèque.

## Histoire
En 1922, la ville de Texmalaca devient chef-lieu de la municipalité de Jesús María, avant qu'en 1926, la ville de Jesús María ne retrouve cette fonction.
En 1932, la municipalité de Jesús María change de nom devient Mariano Escobedo, en l'honneur du général Mariano Escobedo (1826-1902).

## Économie

### Agriculture et élevage
La superficie des parcelles semées représentait en 2021 une surface totale de 6234 hectares, parmi lesquels 4300 hectares étaient voués à la culture de la canne à sucre, 943 hectares étaient voués à la culture du maïs, et 636 hectares voués à celle de la "papa".
En 2021, la production de viande par tonnes comprenait 20,8 tonnes de viande bovine, 139,1 tonnes de viande porcine, 16,2 tonnes de viande ovine, 4,5 tonnes de viande caprine, 17 514 tonnes de volailles, et 2,4 tonnes de dinde. La superficie vouée à l'élevage représentait alors 1924 hectares.